# Sainte-Flaive-des-Loups
Sainte-Flaive-des-Loups is een gemeente in het Franse departement Vendée (regio Pays de la Loire) en telt 1826 inwoners (2004). De plaats maakt deel uit van het arrondissement Les Sables-d'Olonne.

## Geografie
De oppervlakte van Sainte-Flaive-des-Loups bedraagt 36,2 km², de bevolkingsdichtheid is 50,4 inwoners per km².
De onderstaande kaart toont de ligging van Sainte-Flaive-des-Loups met de belangrijkste infrastructuur en aangrenzende gemeenten.

## Demografie
Onderstaande figuur toont het verloop van het inwonertal (bron: INSEE-tellingen).

1. ↑  Populations de référence 2022.